# Десни-Дегой
Десни-Дегой (хорв. Desni Degoj) — населений пункт у Хорватії, у Сисацько-Мославинській жупанії у складі міста Глина.

## Населення
Населення за даними перепису 2011 року становило 86 осіб.
Динаміка чисельності населення поселення:

## Клімат
Середня річна температура становить 10,63 °C, середня максимальна – 25,16 °C, а середня мінімальна – -6,20 °C. Середня річна кількість опадів – 1000 мм.
| Клімат поселення                              | Клімат поселення | Клімат поселення | Клімат поселення | Клімат поселення | Клімат поселення | Клімат поселення | Клімат поселення | Клімат поселення | Клімат поселення | Клімат поселення | Клімат поселення | Клімат поселення | Клімат поселення |
| Показник                                      | Січ.             | Лют.             | Бер.             | Квіт.            | Трав.            | Черв.            | Лип.             | Серп.            | Вер.             | Жовт.            | Лист.            | Груд.            |                  |
| Середній максимум, °C                         | 6,87             | 8,70             | 13,20            | 17,57            | 22,01            | 25,16            | 24,45            | 23,79            | 20,20            | 15,20            | 9,28             | 5,22             |                  |
| Середня температура, °C                       | 0,34             | 2,16             | 6,68             | 11,04            | 15,47            | 18,64            | 20,31            | 19,64            | 16,06            | 11,05            | 5,14             | 1,07             |                  |
| Середній мінімум, °C                          | −6,2             | −4,38            | 0,14             | 4,50             | 8,94             | 12,10            | 16,17            | 15,51            | 11,91            | 6,92             | 1,01             | −3,06            |                  |
| Норма опадів, мм                              | 60               | 59               | 69               | 80               | 85               | 97               | 89               | 92               | 94               | 97               | 101              | 77               |                  |
| Середньомісячна швидкість вітру, м/с          | 1.66             | 1.80             | 2.20             | 2.10             | 1.90             | 1.80             | 1.70             | 1.60             | 1.57             | 1.60             | 1.70             | 1.70             |                  |
| Середньомісячна сонячна радіація, кДж/м²·день | 4233             | 6946             | 10561            | 15082            | 19247            | 21202            | 22347            | 19374            | 14277            | 8860             | 4684             | 3415             |                  |
| --------------------------------------------- | ---------------- | ---------------- | ---------------- | ---------------- | ---------------- | ---------------- | ---------------- | ---------------- | ---------------- | ---------------- | ---------------- | ---------------- | ---------------- |
| Джерело:                                      |                  |                  |                  |                  |                  |                  |                  |                  |                  |                  |                  |                  |                  |